# 龍形曲線

龍形曲線的一種

龍形曲線（Dragon Curve）是一種自相似碎形曲線的統稱，因形似龍的蜿蜒盤曲而得名，可利用递归法來生成，例如從生物學發展起來的L系統。

## 延伸阅读
- Angel Chang; Tianrong Zhang. . J. Recreational Mathematics. 1999–2000, 30 (1): 9–22  [2017-11-30]. （原始内容存档于2019-08-16）.